# Göd
Göd est une ville et une commune du comitat de Pest en Hongrie.

## Jumelages
La ville de Göd est jumelée avec:
- Marignane (France)
- Monthey (Suisse)
- Rimavské Janovce (Slovaquie)
- Paleu (Roumanie)